# Monocentrus coerulus
Monocentrus coerulus är en insektsart som beskrevs av Boulard 1971. Monocentrus coerulus ingår i släktet Monocentrus och familjen hornstritar. Inga underarter finns listade i Catalogue of Life.